# Charlotte Oelschlägel
Charlotte Oelschlägel (Berlino, 14 agosto 1898 – Berlino, 14 novembre 1984) è stata una pattinatrice artistica su ghiaccio e attrice tedesca conosciuta anche con il nome di Charlotte Hayward. Per gran parte della vita, usò soltanto il nome di battesimo, facendosi chiamare semplicemente Charlotte.

## Biografia
Nata a Berlino nel 1898, oltre ad appassionarsi allo sport, amava anche la musica. A sette anni, si trovò sul palcoscenico insieme ai musicisti della Berliner Philharmoniker. Suonava il mandolino, il liuto, l'arpa e il pianoforte. A dieci anni, ebbe dei problemi di salute che coinvolsero i nervi e l'andamento della crescita. Le venne consigliato di provare con il pattinaggio. Charlotte cominciò così a pattinare, prima in coppia con il fratello Fritz, poi, professionalmente, venendo allenata da Paul Münder. Nel 1916, fu la prima donna a fare un Axel semplice.

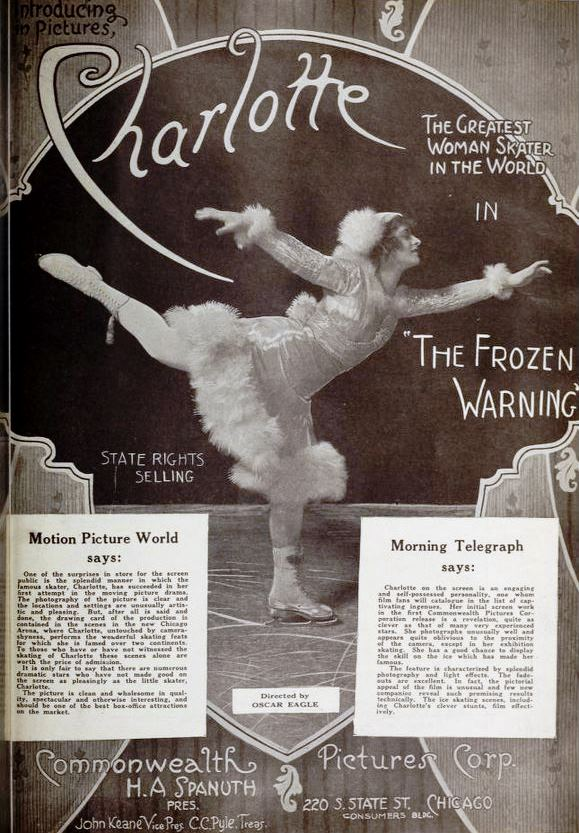
Poster del film The Frozen Warning, 1917

Nel 1915, fu la prima pattinatrice ad apparire in uno spettacolo di Broadway e, nel 1917, fu anche protagonista di un film, The Frozen Warning, un film di spionaggio dove lei usava le sue doti di pattinatrice per lasciare dei messaggi sul ghiaccio della pista incisi con le lame dei pattini.
Sposata al pattinatore Curt Neumann, nel 1928 si esibì con il marito a Budapest proponendo per la prima volta una figura inventata dalla coppia cui venne dato il nome inglese di death spiral. Un'altra figura inventata dalla Oelschlägel fu chiamata con il suo nome, charlotte. Nel 1929 a Cincinnati, apparve per l'ultima volta negli Stati Uniti in uno show sul ghiaccio. Dieci anni dopo, finì la sua carriera agonistica e le venne ritirato il passaporto dal regime nazionalsocialista.
Alla fine della guerra, continuò a lavorare allenando i pattinatori della società Grunewalder TC. Si ritirò dall'attività nel 1976. Nel 1984, si spense in una casa di riposo per anziani di Berlino. L'anno seguente, il suo nome fu inserito nella World Figure Skating Hall of Fame.

## Riconoscimenti
Nel 1985 fu inserita nella World Figure Skating Hall of Fame, la hall of fame internazionale del pattinaggio di figura .